# Badhan
Badhan (também conhecida como Badan, Barran, Baran e Baraan) (somali:  Badhan; em árabe: برن, Baran; em italiano:  Badhan) é a capital do auto-proclamado estado autônomo de Maakhir, um território dentro da Somália, em disputa entre a Somalilândia e Puntlândia. Badhan é também a capital da região de Maddar, parte da antiga região de Sanaag. Está localizada 118 km a leste de Ceerigaabo.
Badhan consiste de 4 bairros principais: Horseed, Iftin, Furqan e Nour.
- Latitude: 10º 43' 0" Norte
- Longitude: 48º 21' 0" Leste
- Altitude: 1.095 metros